# Danny Ings
Daniel William John Ings (* 23. Juli 1992 in Winchester) ist ein englischer Fußballspieler, der seit Januar 2023 bei West Ham United unter Vertrag steht.

## Karriere

### Vereine

#### AFC Bournemouth
Der aus der eigenen Jugendakademie stammende Danny Ings gab am 28. Dezember 2010 sein Ligadebüt für den englischen Drittligisten AFC Bournemouth. Seinen ersten Ligatreffer erzielte er am 1. Februar 2011 beim 3:2-Heimsieg über Swindon Town. In der Rückrunde der Football League One 2010/11 erzielte Ings sieben Tore und trug damit einen wesentlichen Teil zum überraschenden Play-off-Einzug des Aufsteigers bei. Im Halbfinale scheiterte die Mannschaft im Elfmeterschießen am Tabellendritten Huddersfield Town. Ings hatte dabei im Rückspiel in der Verlängerung die zwischenzeitliche 3:2-Führung für sein Team erzielt.

#### FC Burnley
Am 15. August 2011 wechselte der 19-jährige Angreifer zum Zweitligisten FC Burnley und unterzeichnete einen Vierjahresvertrag. Bei seinem neuen Verein traf er auf Trainer Eddie Howe, der am 16. Januar 2011 den AFC Bournemouth verlassen hatte um Burnley zu übernehmen. Nur wenige Tage nach seinem Wechsel zog sich Ings eine schwere Knieverletzung zu und bestritt verletzungsbedingt erst am 14. Februar 2012 sein erstes Ligaspiel für den FC Burnley. Insgesamt erzielte er in der Football League Championship 2011/12 drei Tore in fünfzehn Ligaspielen. Zu Beginn der neuen Spielzeit verletzte sich Danny Ings erneut schwer am Knie (diesmal am anderen) und sah damit abermals einem monatelangen Ausfall entgegen. Diesmal verlief die Heilung jedoch schneller und Ings bestritt bereits nach gut zwei Monaten sein erstes Ligaspiel. Bis zum Ende der Saison 2012/13 erzielte er wie im Vorjahr drei Treffer. In der Hinrunde der Football League Championship 2013/14 steigerte Ings seine Treffsicherheit deutlich und erzielte bereits dreizehn Ligatore.

#### FC Liverpool
Zur Saison 2015/2016 wechselte Ings zum FC Liverpool. Dort kam er in sechs Ligaspielen zum Einsatz und konnte zwei Tore erzielen. In der ersten Trainingseinheit unter dem neuen Trainer Jürgen Klopp am 15. Oktober 2015 erlitt er einen Kreuzbandriss. Im Mai 2016 am 38. und letzten Spieltag der Saison feierte er sein Comeback. Auch in der Saison 2016/17 kam Ings verletzungsbedingt zu keinem Einsatz in der Liga. Seine einzigen Saisoneinsätze waren 2 Einsätze im League Cup im September und Oktober 2016. In der Saison 2017/18 kam er hinter dem Sturmtrio Sadio Mané, Roberto Firmino und Mohamed Salah 8-mal (davon einmal in der Startelf) in der Premier League zum Einsatz und erzielte ein Tor. Um Spielpraxis nach seinen Verletzungen zu sammeln, kam Ings zudem 13-mal (5 Tore) in der U23 zum Einsatz.

#### FC Southampton
Zur Saison 2018/19 wechselte Ings zunächst für ein Jahr auf Leihbasis zum Ligakonkurrenten FC Southampton. Im abstiegsbedrohten Team kam er 24-mal (23-mal von Beginn) in der Premier League zum Einsatz und erzielte 7 Tore. Nach dem Klassenerhalt erwarb der FC Southampton zur Saison 2019/20 schließlich die Transferrechte an Ings, der einen neuen Vertrag bis Ende Juni 2022 unterschrieb. In seiner zweiten Saison fand Ings endgültig zu alter Stärke zurück. Bis zur Saisonunterbrechung durch die COVID-19-Pandemie nach dem 29. Spieltag im März erzielte er in 29 Ligaspielen 15 Tore.

### Englische Nationalmannschaft
Am 3. Oktober 2013 wurde Danny Ings von Trainer Gareth Southgate erstmals in den Kader der englischen U-21-Nationalmannschaft berufen. Eine Woche später gab er beim 4:0-Auswärtserfolg in San Marino sein Debüt für die Auswahlmannschaft, als er in der 65. Minute für Raheem Sterling eingewechselt wurde. Am 19. November 2013 erzielte er in seinem zweiten Länderspiel zwei Tore beim 9:0-Heimsieg über San Marino.